# Zweite Schlacht bei Polozk
Wilkomir – Grodno – Mir – Ekau – Riga – Mogiljow – Ostrowno – Kobrin – Kljastizy – Gorodeczno – Smolensk – Polozk I – Walutino – Borodino – Moschaisk – Tarutino – Malojaroslawez – Polozk II – Wjasma – Dorogobusch – Tschaschniki – Ljachowo – Smoljany – Kaidanow – Krasnoi – Borissow – Beresina
Die Zweite Schlacht bei Polozk (18.–20. Oktober 1812) fand während des Feldzuges Napoleons nach Russland statt.
In diesem Zusammentreffen attackierten russische Truppen unter General Wittgenstein eine französisch-bayerische Armeeabteilung unter dem Befehl von Laurent de Gouvion Saint-Cyr und besiegten diese. Als Folge dieses Sieges wurden die weiteren Operationen der Franzosen und ihrer Verbündeten in Weißrussland erheblich behindert und der Grundstein für den Sieg in der Schlacht an der Beresina gelegt.

## Hintergrund
Während des Vormarsches auf Moskau ließ Napoleon ein Kontingent aus französischen und deutschen Truppen an seiner nördlichen Flanke stehen, um diese gegen den russischen General Wittgenstein zu sichern. Der französische Verteidigungseckpunkt bei Polozk, kommandiert von St. Cyr und Charles Nicolas Oudinot, lag etwa 200 km östlich der polnischen Grenze und etwa 150 km nordwestlich Smolensk. Aus verschiedenen Gründen war die Stellung extrem wichtig für Napoleon.
Durch die Schaffung einer Front bei Polozk versuchte Napoleon die Truppen von Wittgenstein zu neutralisieren. Es war wichtig für die Franzosen, dass es Wittgenstein nicht gelang, nach Süden vorzustoßen. Ein solcher Vorstoß hätte die sich zum Hauptkampf in der Nähe von Moskau entfaltende Grande Armée im Rücken getroffen, was verhängnisvolle Folgen gehabt hätte.
Eine solche Entwicklung hätte die Grande Armée von ihren Verbindungen nach Westen abgeschnitten und es drohte sogar die Gefahr einer Einkesselung.
Weiterhin waren die französischen Stellungen bei Polozk wichtig für den Schutz von Witebsk, einem der drei Haupt-Versorgungsdepots im westlichen Teil Russlands. Diese drei Hauptdepots (dazu kamen noch Minsk und Smolensk), waren angelegt worden, um die Grande Armée zu versorgen, sollte der Feldzug länger als geplant dauern.
Den Sommer hindurch und bis zum Frühherbst 1812 standen sich die französischen und russischen Truppen bei Polozk tatenlos gegenüber, da es St. Cyr lediglich darum ging, die Dwina-Line zu halten. Ziel der mäßig erfolgreichen ersten Schlacht bei Polozk im August 1812 war es lediglich, Wittgensteins Truppen zu binden. Da dies gelang, kann sie als ein Sieg der Franzosen betrachtet werden.
Mitte Oktober begann sich die Situation zugunsten der Russen zu bessern, da ihnen massiv Verstärkungen zugeführt wurden, womit diese den Franzosen nunmehr numerisch überlegen waren. Wittgenstein verfügte zu diesem Zeitpunkt nahezu über 50.000 Mann – 31.000 Mann reguläre Truppen und 9.000 Milizionäre aus Polozk. Weitere 9.000 Mann unter dem Kommando von General Fabian Gotthard von Steinheil operierten rückwärtig und an der Flanke von Polozk.
Dieser russischen Übermacht hatte St. Cyr lediglich 23.000 bis 27.000 Mann entgegenzustellen. Am 18. Oktober eröffnete Wittgenstein die Kampfhandlungen gegen die französische Dwina-Linie.

## Die Schlacht

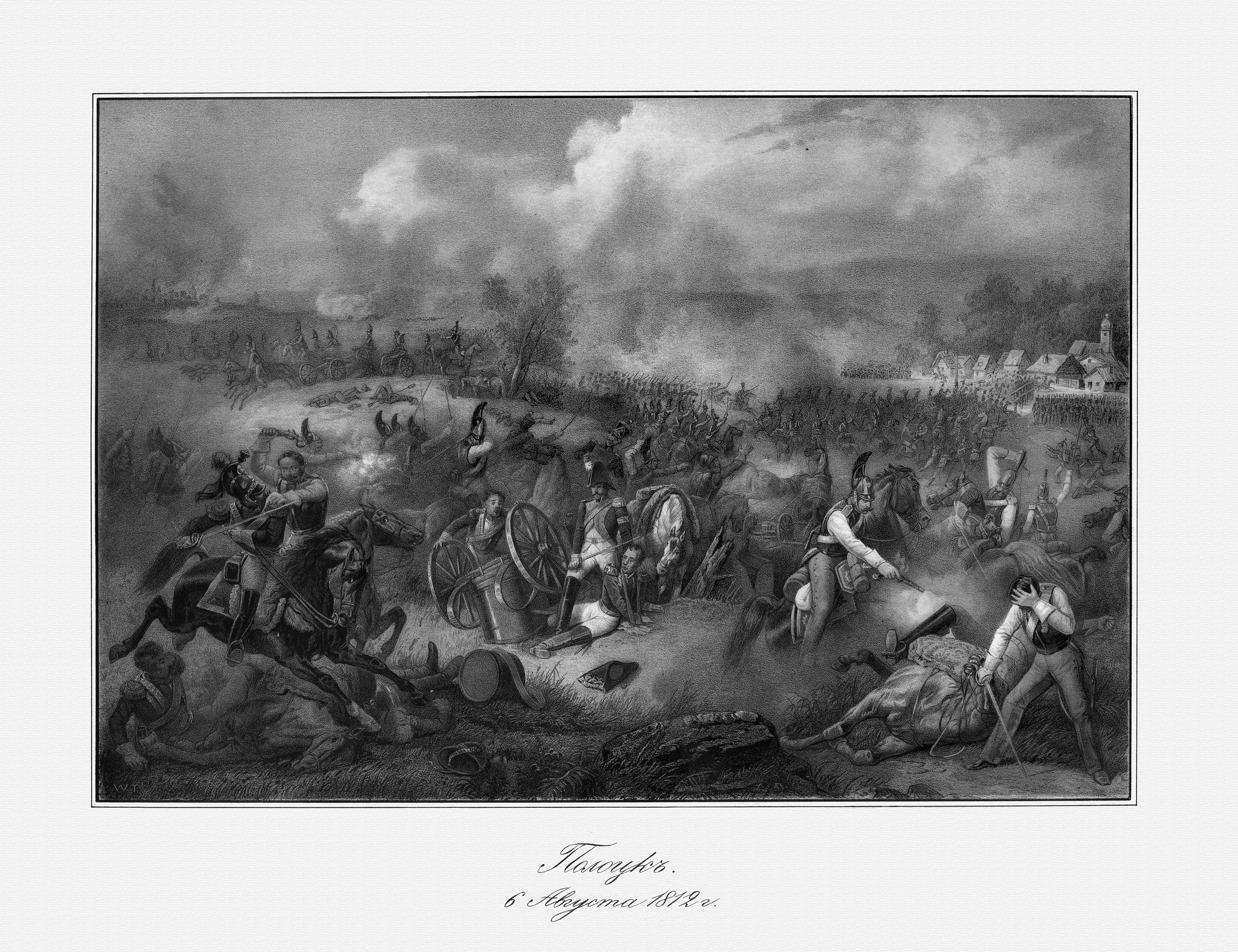
Wittgensteins Chevaliergarde in der Zweiten Schlacht von Polozk. Russische Lithographie des 19. Jahrhunderts

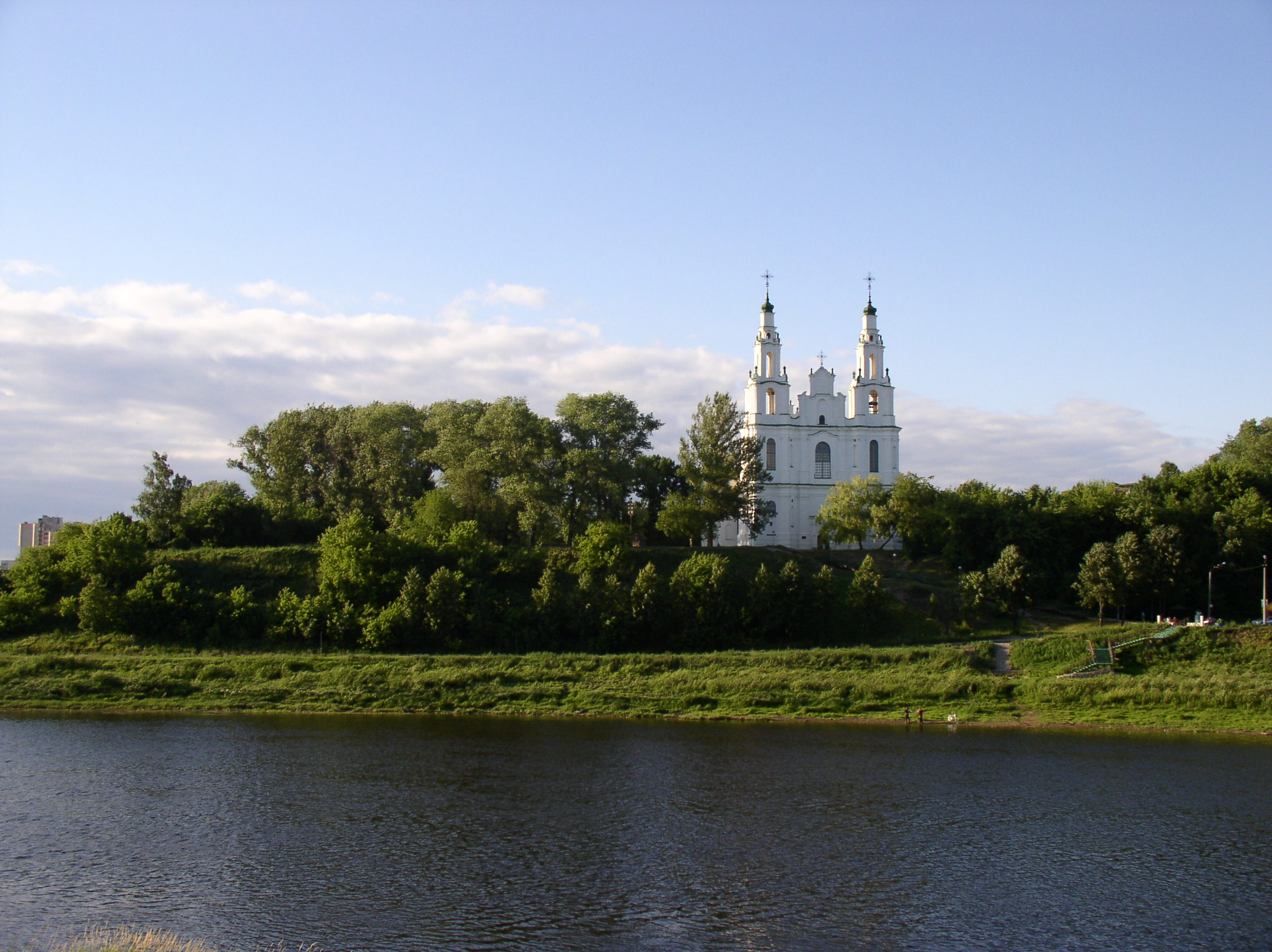
Ansicht der Dwina in Polozk

Am ersten Tag des Kampfes führten die Russen sieben Frontalangriffe gegen die französischen Linien durch. Gleichzeitig wurde General Steinheil im Rücken der Franzosen aktiv. Die Frontalangriffe waren äußerst blutig und kosteten die Franzosen nahezu 8.000 Mann an Verlusten, während die Russen zwischen 8.000 und 12.000 Mann verloren. Alle sieben russischen Angriffe wurden zurückgeschlagen.
Obwohl Marschall St. Cyr das als Erfolg verbuchen konnte, war die Angelegenheit damit noch nicht zu Ende. Wittgenstein plante einen erneuten Angriff, sobald sich General Steinheils Truppen in aussichtsreicher Position befänden. Inzwischen ließ er Polozk massiv mit Artillerie beschießen, was letztendlich die Stadt in Brand setzte.
Spätabends am 19. Oktober erschien Steinheil sechs Kilometer von Polozk entfernt im Rücken von
St. Cyr, welcher eine Einkesselung befürchtete. Daraufhin begannen die Franzosen, sich in der Nacht zurückzuziehen und Polozk zu evakuieren. Zum Schluss kam es noch zum Häuserkampf mit den stark nachdrängenden Russen.
Zum Schutz seiner sich auf der Route nach Süden zurückziehenden Truppen beorderte St. Cyr das bayerische Kontingent am 20. Oktober als Nachhut, um den verfolgenden Steinheil abzuwehren. Dies gelang und Steinheil musste nach schweren Verlusten die Verfolgung aufgeben. Auf diese Art konnten sich die Franzosen vor einer Einkesselung bewahren, die Schlacht von Polozk war jedoch verloren.

## Folgen
Nach dreitägigen Kämpfen waren die Truppen von St. Cyr auf etwa 15.000 Mann zusammengeschmolzen, die sich in vollem Rückzug befanden. Die verbliebenen 38.000 Russen von Wittgenstein nahmen die Verfolgung auf.
Nach der Schlacht bei Tschaschniki (31. Oktober) konnte Wittgenstein am 7. November Witebsk und damit das dortige französische Hauptdepot einnehmen, was zu einem logistischen Desaster für Napoleons russische Operationen wurde. Die Abwehrfront an der Dwina-Linie wurde am 14. November nach der Schlacht bei Smoljany endgültig zerbrochen; für das französische Invasionsheer in Russland waren die Konsequenzen beim Rückzug über die Beresina katastrophal.
- Koordinate: 55° 29′ 0″ N, 28° 48′ 0″ O